# Promartes
Promartes es un género extinto de mamífero mustélido, que vivió durante el Mioceno en América del Norte hace entre 24,8 y 15,97 millones de años aproximadamente.

## Taxonomía
El género fue descrito por primera vez en 1942, por E. S. Riggs, quien identificó al mismo tiempo al género hermano Zodiolestes, y asignado a la familia Mustelidae. En 1998 fue asignado a la subfamilia Oligobuninae. Se han identificado cinco especies en el género: P. darbyi, P. gemmarosae, P. lepidus, P. olcotti, andP. vantasselensis,  tres de los cuales fueron originalmente identificados como miembros de Oligobunis.